# 世紀の怪物/タランチュラの襲撃
『世紀の怪物/タランチュラの襲撃』（せいきのかいぶつ タランチュラのしゅうげき、Tarantula!）とは、1955年公開のアメリカ合衆国のSF怪獣映画。ユニバーサル・ピクチャーズ作品で、製作はウィリアム・アランド、監督はジャック・アーノルド。出演はジョン・エイガー、マーラ・コーディ、レオ・G・キャロル。
ジャック・アーノルドが1955年に監督したTVシリーズ『Science Fiction Theatre』の中の1編『No Food for Thought』を元に、アーノルドとその脚本を書いたロバート・M・フレスコが原案を作り、フレスコとマーティン・バークレイが脚本を書いた。

## あらすじ
高名な生物学者ディーマー博士は、助手のジェコブとランドとともに、アリゾナ州で食料不足に備えて生物を巨大化させる栄養素の研究を行っていた。
研究の一環として動物実験も行われていたものの、やがて2人の助手は自分たちを実験台にする。このうちジェコブは発達の異常を起こし、砂漠で死体となって発見される。博士はアンドリュウス保安官と青年医師マットに対し、ジェコブの死因は病死としたが、マットは彼の死体に先端巨大症の兆候を見ていたため、納得できなかった。
さらに、ランドが発狂してディーマー博士に薬を投与した拍子に、実験動物のタランチュラが逃げ出す。タランチュラは巨大化して怪獣となり、街に迫る。
最終的に、タランチュラは空軍のナパーム弾によって焼き尽くされた。

## キャスト
※括弧内は日本語吹替（1971年8月27日、NET『洋画招待席』）
- マット・ヘスティングス - ジョン・エイガー（小林修）
- ディーマー博士 - レオ・G・キャロル（真木恭介）
- ステファニー・クレイトン - マーラ・コーディ（翠準子）
- アンドリュウス保安官 - ネスター・ペイヴァ（島宇志夫）
- ジョー・バーチ - ロス・エリオット（家弓家正）
- ジョシュ - ハンク・パターソン（声：千葉耕市）
- アンディ - スティーヴ・ダーレル（声：北村弘一）
- ジョン・ノーラン - エドウィン・ランド
- タウンゼンド博士 - レイモンド・ベイリー

クレジットには名前はないが、クリント・イーストウッドが空軍戦闘機隊隊長として出演している。

## 制作
巨大動物・巨大昆虫の特撮は1950年代中期に発展した。ディーマー博士の研究室のウサギやモルモットは、実際の動物を相対物を用いて巨大に見えるよう工夫した。タランチュラも本物を使った。ミニチュア撮影は顔と牙のクローズアップ、ならびにナパーム弾の爆撃を受けて炎上するラストシーンのために取っておいた。その結果、前年に作られた『放射能X』の巨大蟻よりは納得の行く出来となった。なお、『放射能X』とは砂漠を舞台としているなどで類似しているが、核兵器やマッド・サイエンティストでなく、善意の研究がモンスターを生み出してしまうところに相違がある。
なお、監督を務めたジャック・アーノルドは、多くの人々がクモを恐れていることにヒントを得て本作を制作したと語っており、アーノルドはこの2年後、『縮みゆく人間』で再び蜘蛛を登場させている。